# كنيسة رعية سيدة النصر
كنيسة رعية سيدة النصر ((بالبرتغالية: Igreja Matriz de Nossa Senhora da Vitória‏)) هي كنيسة رومانية كاثوليكية من القرن 17 في ساو كريستوفاو، سيرغيبي، البرازيل. الكنيسة هي واحدة من أقدم الهياكل المتبقية في كل من مدينة ساو كريستوفاو وولاية سيرغيبي، بل أيضا واحدة من العناصر الرئيسية لمواقع اليونسكو للتراث العالمي في ساو فرانسيسكو في مدينة ساو كريستوفاو.

## التاريخ
بنيت كنيسة رعية سيدة النصر في عام 1608 دوم قسطنطينو باراداس أسقف باهيا الرابع، خلال بابوية بولس الخامس، وتحمل شعار فيليب الرابع ملك إسبانيا حيث كانت البرازيل مستعمرة داخل الاتحاد الإيبيري (1580-1640) وتمت ترقية الكنيسة في نهاية المطاف إلى أسقفية. كان الكنيسة قد تضررت بشكل كبير خلال ثماني سنوات من الحكم الهولندي في ساو كريستوفاو من 1637 إلى 1645 وكانت المدينة قاعدة للفدائيين البرتغاليين ومقر السلطة الهولندية.
توسعت ساو كريستوفاو بشكل كبير بعد نهاية الحكم الهولندي وأُعيد بناء الكنيسة قبل السكان المحليين، وأرسلت المدينة نداء إلى ملك البرتغال من أجل المال لغرض استكمال تجديد الكنيسة في عام 1666، وحصلت على 4000 كروزادوس في 1702. كانت سيدة النصر بمثابة نواة لبناء غيرها من الهياكل الدينية في ساو كريستوفاو؛ فأعقب تجديدها بناء كنيسة ودير سانتا كروز ‏ (دير ساو فرانسيسكو) (1693) ، دير وكنيسة كارمو (1699) وكنيسة ومستشفى مسيريكورديا ‏ وكنيسة سيدة الوردية من الرجال السود ‏ (1743).

## الهيكل
شيدة كنيسة رعية سيدة النصرعلى جانب تل في أعلى نقطة في المدينة العليا (سيداد ألتا) رأس ميدان ساو فرانسيسكو دي أسيس بلازا، التي تعرف الآن باسم براسا جيتوليو بواجهة مع اثنين من الأبراج المغطاة بالبلاط البرتغالي الأبيض وأبواب الكنيسة من الخشب المزين، وتعد المناطق الداخلية من الكنيسة بسيطة مع لوحات يعزى إلى خوسيه تيوفيلو دي خيسوس (1758-1847).

## الوضع المحمي
أدرجت كنيسة رعية سيدة النصر كبناء تاريخي من قبل معهد الوطني للتراث التاريخي الفني (IPHAN) في عام 1976. الهياكل كانت مسجلة بموجب كتاب من الأعمال التاريخية نقش 263-و كتاب الفنون الجميلة، نقش fls. 57. كل التوجيهات الصادرة بتاريخ 20 مارس 1943.

## الوصول
الكنيسة مفتوحة للجمهور ويمكن زيارتها